# Heinrich Assel
Heinrich Assel (* 1961 in Burgbernheim) ist ein deutscher evangelischer Theologe und derzeit Lehrstuhlinhaber für Systematische Theologie an der Theologischen Fakultät der Universität Greifswald.

## Leben

### Akademischer Werdegang
Als Stipendiat des Bayrischen Staates studierte Heinrich Assel von 1980 bis 1987 Evangelische Theologie und Philosophie an den Universitäten Erlangen und Heidelberg. Am Heidelberger Diakoniewissenschaftlichen Institut arbeitete er bei Theodor Strohm. An sein Vikariat in der Evangelisch-Lutherischen Kirche Bayern in Herzogenaurach (1988–1990) schloss sich 1991 die Ordination zum geistlichen Amt an.
Als Wissenschaftlicher Assistent am Institut für Systematische Theologie Erlangen (1990–1996) wurde Assel mit einer bei Friedrich Mildenberger angefertigten Dissertation Der andere Aufbruch – Die Lutherrenaissance 1993 promoviert („summa cum laude“). Als Wissenschaftlicher Mitarbeiter am Ökumenischen Institut in Bonn bei Gerhard Sauter (1996–1999) habilitierte er sich im Fach Systematische Theologie mit einer Habilitationsschrift zum Thema: Geheimnis und Sakrament. Die Theologie des göttlichen Namens bei Kant, Cohen und Rosenzweig.
2000 wurde Assel als Nachfolger Günter Altners auf ein Ordinariat an die Kulturwissenschaftliche Fakultät der Universität Koblenz-Landau berufen. 2006 nahm er einen Ruf auf den Lehrstuhl für Systematische Theologie der Universität Greifswald an. Dort war er zwischen 2010 und 2012 und erneut von 2020 bis 2022 Dekan der Theologischen Fakultät. Seit 2017 ist er zudem assoziiertes Mitglied der Greifswalder Medizinischen Fakultät.
Einladungen als Gastwissenschaftler, Fellow oder Gastprofessor führten Assel ans Princeton Theological Seminary (2017 über das Exzellenzprogramm Theoria des Landes Mecklenburg-Vorpommern), an die Universität Hamburg (2017/18 über das DFG-Graduiertenkolleg Interkonfessionalität in der Frühen Neuzeit) und an das Maimonides Centre for Advanced Studies der Universität Hamburg (2022). 2023 verlieh die Theologische Fakultät der Universität Kopenhagen Heinrich Assel die Ehrendoktorwürde.

## Forschungsschwerpunkte

### Christologie
Zum Thema Christologie veröffentlichte Heinrich Assel 2020 seine dreibändige Elementare Christologie. Diese bezeichnet Bo Kristian Holm (Aarhus) in einer Rezension als „für künftige christologische Diskussionen unverzichtbar“, „eine tiefgründige und perspektivenreiche gegenwartsorientierte Christologie“. „Eng mit der Praxis und dem gegenwärtigen Leben verbunden“ ist das vorgelegte Werk konsequenterweise von der „Frage nach dem Elementaren — nämlich dem Namen Jesus Christus als Thema und Grund des Glaubens — gegliedert“.

### Jüdischen Religionsphilosophie des 20. Jahrhunderts
Zur jüdischen Religionsphilosophie des 20. Jahrhunderts (besonders Hermann Cohen, Jakob Gordin, Franz Rosenzweig, Emanuel Levinas) legte Assel religionsdialogische Interpretationen und eine Quellen-Edition vor, die direkt und indirekt kritischen Einfluss auf seine religionsdialogische Revision der gesamten Christologie haben.

### Rezeptions- und Wirkungsgeschichte der Bibel
Der Rezeptions- und Wirkungsgeschichte der Bibel in der europäischen, christlichen Moderne gilt seine Herausgebertätigkeit in der internationalen, christlich, jüdisch und kulturgeschichtlich angelegten Encyclopedia of the Bible and its Reception (angelegt auf 35 Bände), flankiert von eigenen Studien.

### Lutherischer Konfessionskulturen im Ostseeraum
Der Erforschung Lutherischer Konfessionskulturen im Ostseeraum seit der deutsch-skandinavischen Lutherrenaissance in der ersten Hälfte des 20. Jahrhunderts widmete Assel in internationaler Zusammenarbeit Monographien zur Luther-Renaissance, (1994) zu Karl Holl. (2021) sowie den internationalen Konferenzband Reformatio Baltica (2018).

### Forschungsethik personalisierter Medizin
Der Forschungsethik personalisierter Medizin beschäftigte ihn als Leiter einer Forschungsgruppe im Rahmen des BMBF-Forschungsverbunds Greifswald Approach to Individualized Medicine (2009–2015).

## Werke (in Auswahl)
- Christology Revised. Kreuz, Auferweckung, Menschwerdung, ‚Jesus Remembered‘, hg.v. Heinrich Assel, Theologische Bibliothek Töpelmann 209, Berlin/Boston 2024 (zus. mit B. McCormack/Princeton). doi: https://doi.org/10.1515/9783111340951
- Cohen im Kontext. Beiträge anlässlich seines hundertsten Todestages, Religion in Philosophy and Theology 108, Tübingen 2021 (zus. mit H. Wiedebach/Zürich). doi: https://doi.org/10.1628/978-3-16-160144-6
- Karl Holl: Leben – Werk – Briefe, Tübingen 2021.
- Elementare Christologie, Gütersloh 2020. (Erster Band: Versöhnung und neue Schöpfung; Zweiter Band: Der gegenwärtige erinnerte Jesus; Dritter Band: Inkarnation des Menschen und Menschwerdung Gottes)
- Luther, Barth, and Movements of Theological Renewal (1918-1933), Theologische Bibliothek Töpelmann 188, Berlin/Boston 2020 (zus. mit B. McCormack/Princeton). doi: https://doi.org/10.1515/9783110612066
- Reformatio Baltica. Kulturwirkungen der Reformation in den Metropolen des Ostseeraums, Metropolis 2, Berlin/Boston 2018 (zus. mit J.A. Steiger/Hamburg u. A. Walter). doi: https://doi.org/10.1515/9783110573558
- The Luther Renaissance, Oxford Encyclopedia of Martin Luther, edited by Paul Hinlicky and Derek Nelson, New York: Oxford University Press, 2017.
- Karl Holl als Zeitgenosse Max Webers und Ernst Troeltschs. Ethikhistorische Grundprobleme einer prominenten Reformationstheorie, in: Zeitschrift für Kirchengeschichte 127 (2016), 211–248.
- The Meaning of “Individualized Medicine”: A Terminological Adjustment of a Perplexing Term (zus. mit Martin Langanke, Wolfgang Lieb, Pia Erdmann, Marcus Dörr, Tobias Fischer, Heyo K. Kroemer, Steffen Flessa); in: Fischer, T. et al., Individualized medicine, ethical, economical and historical perspectives, Heidelberg: Springer 2015, 11–28.
- The use of Luther’s thought in 19th century and Lutherrenaissance, in: Oxford-Handbook to the Theology of Martin Luther, ed. by. R. Kolb, I. Dingel, L. Batka, Oxford 2014, 551–572.
- Beyond Biblical Theologies, WUNT 295, Tübingen 2012 (zus. mit Chr. Böttrich, St. Beyerle).
- Geheimnis und Sakrament. Die Theologie des göttlichen Namens bei Kant, Cohen und Rosenzweig, FSÖTh 98, Göttingen 2001
- Der andere Aufbruch. Die Lutherrenaissance – Ursprünge, Aporien und Wege: Karl Holl, Emanuel Hirsch, Rudolf Hermann (1910-1935), FSÖTh 72, Göttingen 1994.

### Herausgebertätigkeit
- seit 2006: Geschäftsführender Herausgeber der Zeitschrift Verkündigung und Forschung[13]
- seit 2013: Area-Editor für "Christianity, Modernity, Europe" der "Encyclopedia of the Bible and its Reception” (EBR)[5]